# Jens Filbrich
Jens Filbrich (Suhl, 13 maart 1979) is een Duitse langlaufer. Hij vertegenwoordigde zijn vaderland op de Olympische Winterspelen 2002 in Salt Lake City, Verenigde Staten en op de Olympische Winterspelen 2006 in Turijn, Italië. Filbrich is de zoon van langlaufster Sigrun Krause.

## Carrière
Filbrich maakte zijn internationale debuut in maart 1999 in Lahti, Finland, twee jaar later behaalde hij in het Amerikaanse Soldier Hollow zijn eerste wereldbekerpunten. Op de wereldkampioenschappen langlaufen 2001 in Lahti eindigde de Duitser als twintigste op de 30 kilometer klassiek en als drieëntwintigste op de 15 kilometer klassiek, samen met Andreas Schlütter, Ron Spanuth en René Sommerfeldt sleepte hij de bronzen medaille in de wacht op de 4x10 kilometer estafette. Tijdens de Olympische Winterspelen van 2002 in Salt Lake City eindigde Filbrich als eenentwintigste op de 50 kilometer klassiek en als drieëndertigste op de 15 kilometer klassiek. Op de estafette veroverde hij samen met René Sommerfeldt, Tobias Angerer en Andreas Schlütter de bronzen medaille. Enkele weken na de Spelen eindigde de Duitser in Lillehammer, Noorwegen voor de eerste maal in de toptien. In het Italiaanse Val di Fiemme nam Filbrich deel aan de wereldkampioenschappen langlaufen 2003, op dit toernooi eindigde hij als zesde op de 30 kilometer klassiek en als zestiende op de 20 kilometer achtervolging. Op de 4x10 kilometer estafette legde hij samen met Andreas Schlütter, René Sommerfeldt en Axel Teichmann beslag op de zilveren medaille. In januari 2004 eindigde de Duitser in het Zweedse Falun voor de eerste maal op het podium. Op de wereldkampioenschappen langlaufen 2005 in Oberstdorf eindigde Filbrich als achtste op de 15 kilometer vrije stijl en als veertiende op de 30 kilometer achtervolging. Samen met Axel Teichmann sleepte hij de zilveren medaille in de wacht op het onderdeel teamsprint, op de estafette veroverde hij samen met Andreas Schlütter, Tobias Angerer en Axel Teichmann het zilver. Tijdens de Olympische Winterspelen van 2006 in Turijn eindigde de Duitser als zeventiende op de 50 kilometer vrije stijl en als tweeëntwintigste op de 30 kilometer achtervolging. Samen met Andreas Schlütter, René Sommerfeldt en Tobias Angerer sleepte hij de zilveren medaille in de wacht op de 4x10 kilometer estafette, op de teamsprint eindigde hij samen met Andreas Schlütter op de vierde plaats. In Sapporo, Japan nam Filbrich deel aan de wereldkampioenschappen langlaufen 2007, op dit toernooi veroverde hij de bronzen medaille op de 50 kilometer klassiek en eindigde hij als vierde op de 30 kilometer achtervolging. Op de estafette eindigde hij samen met Franz Göring, Tobias Angerer en Axel Teichmann op de vierde plaats. Op de wereldkampioenschappen langlaufen 2009 in het Tsjechische Liberec eindigde de Duitser als tiende op de 30 kilometer achtervolging en als dertiende op de 15 kilometer klassiek, samen met Tobias Angerer, Franz Göring en Axel Teichmann sleepte hij de zilveren medaille in de wacht op de 4x10 kilometer estafette.

## Belangrijkste resultaten

### Wereldkampioenschappen junioren
| Jaar | Plaats                 | Resultaten                                |
| ---- | ---------------------- | ----------------------------------------- |
| 1998 | Pontresina Zwitserland | 38e 30 km klassieke stijl                 |
| 1999 | Saalfelden Oostenrijk  | 10 km klassieke stijl · 30 km vrije stijl |

### Wereldkampioenschappen
| Jaar | Plaats               | Resultaten                                                                                      |
| ---- | -------------------- | ----------------------------------------------------------------------------------------------- |
| 2001 | Lahti Finland        | 20e 30 km (klassieke stijl) · 23e 15 km (klassieke stijl) · 4x10 km estafette                   |
| 2003 | Val di Fiemme Italië | 6e 30 km (klassieke stijl) · 16e 20 km achtervolging · 4x10 km estafette                        |
| 2005 | Oberstdorf Duitsland | 8e 15 km (vrije stijl) · 14e 30 km achtervolging · teamsprint (vrije stijl) · 4x10 km estafette |
| 2007 | Sapporo Japan        | 50 km (klassieke stijl) · 4e 30 km achtervolging · 4e 4x10 km estafette                         |
| 2009 | Liberec Tsjechië     | 10e 30 km achtervolging · 13e 15 km (klassieke stijl) · 4x10 km estafette                       |

### Olympische Spelen
| Jaar | Plaats         | Resultaten                                                                                              |
| ---- | -------------- | --- |
| 2002 | Salt Lake City | 21e 50 km (klassieke stijl) · 33e 15 km (klassieke stijl) · 4x10 km estafette                           |
| 2006 | Turijn         | 17e 50 km (vrije stijl) · 22e 30 km achtervolging · 4x10 km estafette · 4e teamsprint (klassieke stijl) |

### Wereldbeker

#### Eindklasseringen
| Seizoen   | Plaats | Punten |
| --------- | ------ | ------ |
| 2000/2001 | 106e   | 10     |
| 2001/2002 | 60e    | 61     |
| 2002/2003 | 29e    | 173    |
| 2003/2004 | 16e    | 358    |
| 2004/2005 | 11e    | 320    |
| 2005/2006 | 19e    | 259    |
| 2006/2007 | 19e    | 253    |
| 2007/2008 | 30e    | 245    |
| 2008/2009 | 23e    | 309    |